# گو سه-تائه
گو سه-تائه (انگلیسی: Go Se-tae; ۱۹۲۵ – ۲۲ آوریل ۱۹۸۶) بازیکن بسکتبال اهل کره جنوبی بود. وی در بازی‌های المپیک تابستانی ۱۹۵۶ شرکت کرده‌است.